# برج ویتری
برج ویتری (انگلیسی: Vitri Tower) ساختمان مسکونی ۷۵ طبقه مستقر در شهر پاناماسیتی، پاناما است، که در سال ۲۰۱۲ احداث گردید.